# 张唐
张唐（？—？），战国时期秦国将领。

## 生平
张唐早年事迹不详。前258年，为配合围攻邯郸（今河北省邯郸市）的秦军，秦昭襄王命张唐攻打魏国，包抄魏军后路。由于部下蔡尉弃城不守，张唐率军返回斩杀蔡尉。前257年，张唐率军攻克邺城（今河北省邯郸市临漳县、磁县交界处），但秦军在邯郸之战战败。王龁败退的一路军队与张唐军会合，攻取了新宁中（今河南省安阳市西南），改名为安阳。
前244年，吕不韦准备派张唐出使燕国担任国相，张唐对吕不韦说：“我曾经为秦昭襄王攻打过赵国，赵国人怨恨我，说：‘能够捉拿张唐的人，就赏给他百里方圆的土地。’现在出使燕国必定要经过赵国，我不能前往。”吕不韦听后闷闷不乐，可是没有什么办法勉强张唐前去。甘罗看到吕不韦不高兴就问他说：“您为什么闷闷不乐？”吕不韦说：“我亲自请张唐去燕国任相，可是他不愿前去。”甘罗说：“请允许我说服他去燕国。”吕不韦呵叱他说：“快走开！我亲自请他去，他都不愿意，你有什么办法能让他前去？”甘罗说：“项橐七岁就作了孔子的老师。如今我已经满十二岁了，您还是让我试一试，又何必着急呵叱我呢？”甘罗去拜见张唐说：“您的功劳与武安君白起相比，谁的功劳大？”张唐说：“武安君在南面挫败强大的楚国，在北面施威震慑燕、赵两国，战而能胜，攻而必克，夺城取邑不计其数，我的功劳可比不上他。”甘罗又说：“应侯范雎在秦国任丞相时与现在的文信侯吕不韦相比，谁的权力大？”张唐说：“应侯不如文信侯的权力大。”甘罗进而又说：“您确定应侯不如文信侯的权力大吗？”张唐说：“我确定这一点。”甘罗接着说：“应侯打算攻打赵国，武安君故意让他为难，结果武安君刚离开咸阳（今陕西省咸阳市东北）七里地就死在杜邮（今陕西省咸阳市东北）。如今文信侯亲自请您去燕国任相而您执意不肯，我不知您要死在什么地方了。”张唐说：“那我就依着你这个童子的意见前往燕国吧。”于是张唐派人整治行装，前往燕国。此后张唐事迹再无记载。

## 文学形象
长篇历史小说《东周列国志》中，张唐于第一百零一回《秦王灭周迁九鼎 廉颇败燕斩二将》中登场。邯郸之战失败后，秦昭襄王听从范雎的建议，准备攻灭东周后称帝，于是任命张唐为大将攻打韩国，想要攻取阳城（今河南省登封市东南），打通通往三川郡的道路。在第一百零二回《华阴道信陵败蒙骜 胡卢河庞暖斩剧辛》中，信陵君死后，吕不韦命蒙骜和张唐率军伐赵，攻下晋阳（今山西省太原市西南）。在第一百零三回《李国舅争权除黄歇 樊於期传檄讨秦王》中，吕不韦为报五国伐秦之仇，派蒙骜同张唐率军五万攻打赵国，又派长安君成蟜同樊於期率军五万作为援兵接应。庞暖与副将扈辄率军十万迎战。蒙骜派张唐率军两万争夺尧山，被赵军击败，张唐得到蒙骜接应后死战得以突围。后张唐被迫前往屯留（今山西省屯留县）催促援军，成蟜从樊於期那里得知秦王政的身世后发动叛乱，张唐亲自前往咸阳将消息通报给秦王政，秦王政派王翦、张唐、桓齮、王贲率军十万征讨成蟜的叛乱。其余记载与《史记》基本相同。